# Sud lointain (mini-série)
Pour l’article homonyme, voir Sud lointain (roman).
Sud lointain est une mini-série télévisée française en trois épisodes de 140 minutes, réalisée en 1996 par Thierry Chabert, d'après le roman Le Courrier de Saïgon d'Erwan Bergot et diffusée à partir du 8 septembre 1997 sur TF1. Diffusion en Suisse sur TSR1 et en Belgique sur La Une.

## Fiche technique
- Réalisateur : Thierry Chabert
- Scénario : Daniel Saint Hamont, Brigitte Bellac
- Musique : Jean-Claude Nachon, Angélique Nachon
- Direction de la photo :
- Décors :
- Costumes :
- Montage : Claude Roulier, Stéphanie Gaurier, Jeanne Kef, Sylvie Lager
- Pays d'origine :  France
- Tournage extérieur :
- Producteurs : Quentin Raspail, Jean Louis de Rauglaudre, Nguyen Thanh Son
- Société de production : Raspail et Associés
- Format : couleur - son stéréophonique
- Genre : drame, romance
- Durée : 3 x 140 minutes
- Date de diffusion : 1997 sur TF1

## Distribution
- Véronique Jannot : Catherine Tannerre
- Bernard Yerlès : Francis Mareuil
- Xavier Deluc : Alban Saint Reaux
- Pierre Forest : Ronan Kervizic
- Roger Van Hool : Ducrest
- Catherine Buquen : Anne Saint Reaux
- Élise Tielrooy : Madeleine
- Matthieu Rozé : Cyril
- Renaud Ménager : Emile
- Claire Borotra : Sylvie
- Axelle Grelet : Lee-Aurore
- Daniel Hung : Khoai
- Philippe Uchan : Scotto
- Thierry Nenez : Orsini
- Idwig Stephane : Verwoorde
- Jean-Claude Lecas : Dulong
- Xuan Chiuh : Su Yin
- Alain MacMoy : le gouverneur
- Truong Thanh Nghi : Minh
- Quang Hai Ngo : Denis
- Tiep Tran : le sergent Viet
- Ralph Matthaus : Dienh Le Borgne
- Nguyen Quoc Thinh : le boy Bao Tan
- Dinh Hoai Ngoc : le gardien de prison
- Ho Vinh Thanh : le planton de la caserne
- Jean-Marie Winling : Lucien Gannerac
- Anny Romand : Mathilde Gannerac
- Thierry Neuvic : Gathelier
- Dimitri Rougeul : Cyril enfant
- Tran Tien : Wing
- Craig Massey : un danseur

## Commentaires
Ces trois épisodes racontent plus de 25 années de l'histoire de l'Indochine. L'épopée des grandes plantations, l'essor économique de la Cochinchine mais surtout la montée des nationalismes et les failles de l'administration coloniale.